# Медвідчук Михайло Миколайович
Михайло Миколайович Медвідчу́к (15 квітня 1912, Снідавка — 21 вересня 1984, Річка) — український радянський майстер різьблення по дереву та художнього оброблення металу; член Спілки радянських художників України з 1947 року.

## З життєпису
Народився 15 квітня 1912 року в селі Снідавці (нині Косівський район Івано-Франківської області, Україна). Син різьбяра Миколи Медвідчука.
Проживав в селі Річці того ж району. Був членом КПРС. Помер у селі Річці 21 вересня 1984 року.

## Творчість
Працював у галузі різьблення по дереву та художнього оброблення металу. Вигоротовляв шкатулки, письмове приладдя, декоративні тарілки, рахви, топірці. Свої ранні роботи (до 1939 року) прикрашав інкрустацією різнокольоровим деревом, бісером, перламутром; у пізніших поєднував інкрустацію з різьбленням. Автор каблучок, браслетів, карбованих геометричним орнаментом.
Роботи зберігаються в Національному музеї українського народного декоративного мистецтва в Києві, Музеї етнографії та художнього промислу у Львові, Косівському музеї Гуцульщини. У Національному музеї народного мистецтва Гуцульщини та Покуття імені Йосафата Кобринського у Коломиї зберігаються 15 творів майстра.